# Faringe
Faringe (do Novo Latim pharynx, por sua vez do Grego Antigo φάρυγξ, phárunx, “garganta") é a porção da anatomia que faz parte do fundo da boca e do nariz e vai até a laringe e ao esôfago. É um canal comum ao aparelho digestivo e ao aparelho respiratório. De modo geral entre os mamíferos a faringe é ponto de encontro entre estes dois aparelhos.
Na faringe ocorre o fenômeno da deglutição. Ao entrar na faringe, o próprio peso do alimento e a musculatura do pescoço, que é chamada de hióidea, movimentam a epiglote para baixo, tampando a entrada da traqueia. Em seguida o alimento desce para o esófago.
A faringe humana é dividida em nasofaringe, localizada posteriormente à cavidade nasal; orofaringe, posterior à cavidade oral. A parte inferior da faringe, onde esta comunica com o esôfago, chama-se laringofaringe ou hipofaringe.

## Anatomia
Localiza-se verticalmente, à frente da coluna cervical, atrás das fossas nasais, da cavidade bucal e da laringe, desde a base do crânio até ao bordo inferior de C6 (sexta vértebra cervical). Continua em baixo com o esôfago. É uma espécie de vestíbulo que faz comunicar, por um lado, a cavidade bucal com o esófago, por outro, as fossas nasais com a laringe.

### Forma
A forma da faringe é a de um funil irregular, largo em cima, muito dilatado na sua porção média em vizinhança com o osso hioide, e estreito embaixo.

### Dimensões
Quando a faringe está em repouso, o seu comprimento médio é de quinze centímetros. Quando a faringe se contrai, a sua extremidade inferior eleva-se e o seu comprimento diminui cerca de 3 centímetros. O diâmetro transversal da faringe mede de 4 a 5 cm ao nível da parte média da faringe das fossas nasais, 4 cm ao nível dos grandes cornos do osso hioide. Diminui gradualmente de cima para baixo e não mede mais que 2 cm na extremidade inferior.
A faringe é aberta desde a sua extremidade superior até à laringe. Nessa porção da sua extensão, que permite a passagem o ar respiratório, as paredes anterior e posterior encontram-se a 2 ou 3 cm uma da outra.

### Configuração exterior e relações
Distinguem-se, na faringe, uma face posterior, duas faces laterais e duas extremidades. À frente, a faringe não possui superfície exterior pois confunde-se de cima para baixo com as fossas nasais, a cavidade bucal e a laringe.

### Face posterior
A face posterior, praticamente plana, continua-se de cada lado com as faces laterais formando dois ângulos suaves, os Ângulos da Faringe. A aresta suave destes ângulos marca o limite entre a face posterior e a face lateral correspondente. A face posterior relaciona-se com o espaço retrofaríngeo compreendido entre a faringe à frente, a aponeurose pré-vertebral atrás, e os septos sagitais dos lados.

### Faces laterais
As faces laterais inclinam-se para a frente e para dentro, desde os ângulos da faringe até ao seu limite anterior. Estas relacionam-se, de cima para baixo: com o bordo posterior da asa interna da apófise pterigoideia, com o ligamento pterigomaxilar, com a extremidade posterior da linha milo-hioideia, com a face lateral da base da língua, com o grande corno do osso hioide, com o ligamento tiro-hioideu lateral, com o bordo posterior das lâminas laterais da cartilagem tiroideia e com a porção lateral da placa cricoideia.
No ponto de vista das relações, é necessário distinguir duas porções nas faces laterais da faringe, uma superior ou cefálica, outra inferior ou cervical, separadas uma da outra por um plano horizontal tangente ao bordo inferior do maxilar superior. Acima deste plano, as faces laterais da faringe relacionam-se com os órgãos do espaço maxilo-faríngeo: carótida e jugular internas, glossofaríngeo, pneumogástrico, espinhal, grande hipoglosso e simpático atrás; - parótida, carótida externa e jugular externa à frente. Abaixo deste plano, as faces laterais da faringe relacionam-se com o pedículo vásculo-nervoso do pescoço, o corpo da tiroideia e os seus pedículos vasculares.

### Extremidade superior
A faringe está fixa à base do crânio pela sua extremidade superior. A linha de inserção apresenta uma porção média e duas porções laterais. A porção média, curva, côncava à frente, vai de uma espinha do esfenoide à outra, passando pelo tubérculo faríngeo do occipital e, dos lados, imediatamente à frente dos orifícios carotídeos do rochedo. As porções laterais dessa linha de inserção, oblíquas para a frente e para dentro, estendem-se ao longo da goteira tubária ou esfeno-petrosa da base do crânio, da espinha do esfenoide à extremidade superior da asa interna das apófises pterigoideias.

### Extremidade inferior
A extremidade inferior da faringe corresponde, à frente, ao bordo inferior da cartilagem cricoideia da laringe e, atrás, ao bordo inferior de C6.